# Yeniköy, Devrek
Yeniköy là một xã thuộc huyện Devrek, tỉnh Zonguldak, Thổ Nhĩ Kỳ. Dân số thời điểm năm 2011 là 302 người.